# Riabowo
Riabowo (ros. Рябово) – osiedle typu miejskiego w Rosji, w obwodzie leningradzkim.
Znajduje tu się stacja kolejowa Riabowo, położona na linii Petersburg - Moskwa.

## Demografia
W 2010 roku liczyło 3251 mieszkańców. W 2020 roku liczyło 3174 mieszkańców.